# Магнітна вальниця
Магні́тна вальни́ця  — це елемент опор осей, валів та інших деталей, що працюють на принципі магнітної левітації, яка створюються магнітними та електричними полями. В результаті опора є механічно безконтактною.
Загалом розрізняють пасивні та активні магнітні вальниці. Проте якщо активні вальниці АВ вже отримали певне розповсюдження, то пасивні вальниці (де магнітне поле створюється високоенергетичними постійними магнітами на зразок NdFeB) лише на стадії розробки.

## Переваги
Основною перевагою цих вальниць є безконтактність, а відтак і такі пункти:
- надзвичайно висока зносостійкість;
- можливість використання вальниці в агресивних середовищах, при високих або низьких температурах, при стерильних технологіях, а також у вакуумі.
- суттєве зниження рівня шуму при роботі

## Недоліки
- У випадку зникнення магнітного поля, що може бути катастрофічним для цілої механічної системи, в яку встановлена АВ, потрібно забезпечити страхувальні вальниці. Зазвичай це вальниці кочення, які в цьому випадку можуть витримати одну або дві відмови магнітних вальниць, після чого їх необхідно змінювати.
- Внаслідок того, що магнітне притягання нестійке, використовують доволі складні і громіздкі системи керування, що не сприяє легкості ремонту і експлуатації вальниці.
- Нагрівання. Обмотка вальниці нагрівається внаслідок проходження через неї струму. Інколи це небажано, тому ставлять додаткові системи охолодження.
- Недостатня жорсткість. Оскільки АВ досить масивні, вони зменшують резонансну частоту динамічної системи.

## Приклади магнітних вальниць

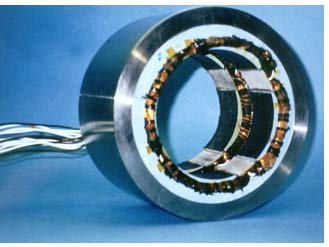
Магнітна вальниця
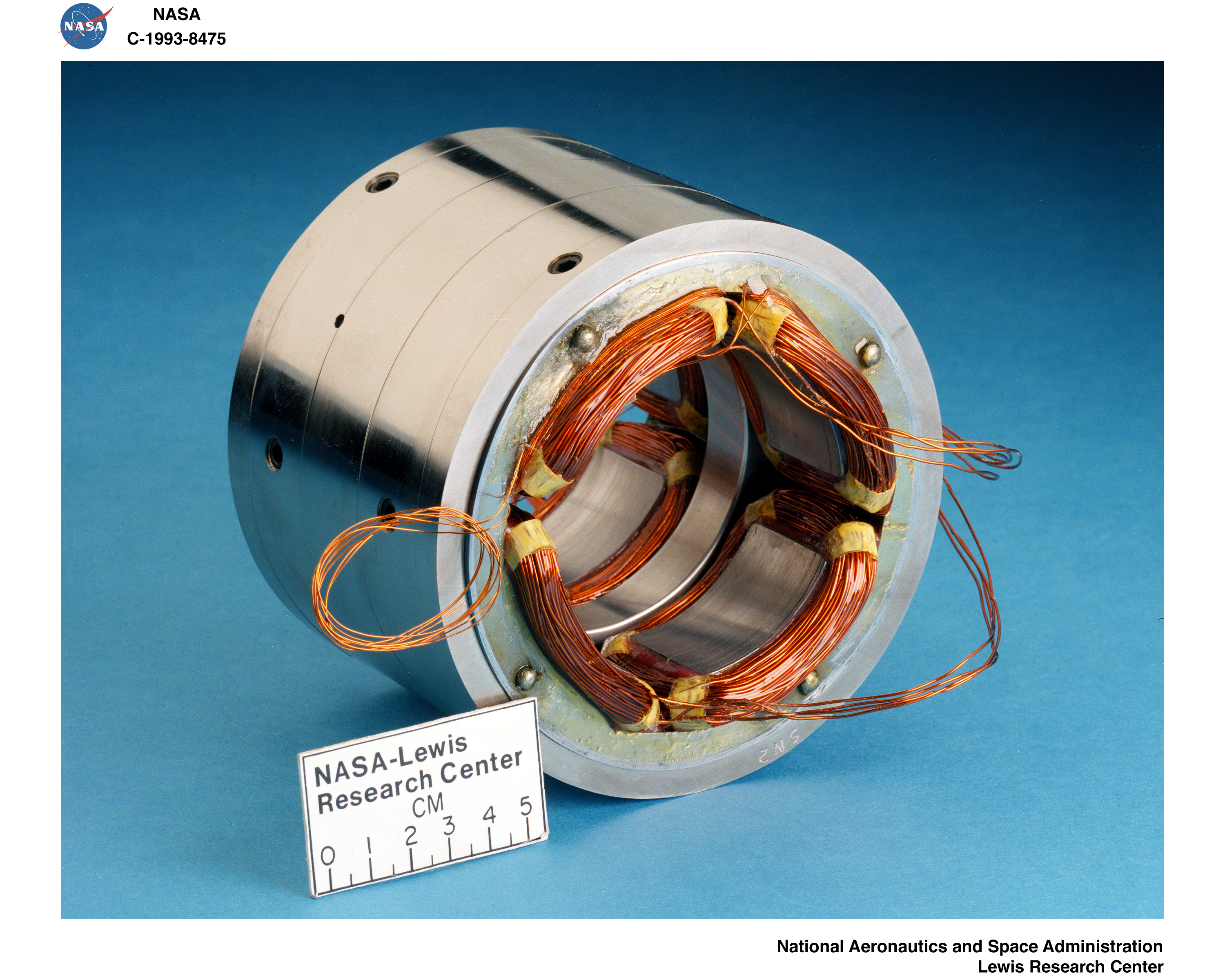
Статор магнітної вальниці
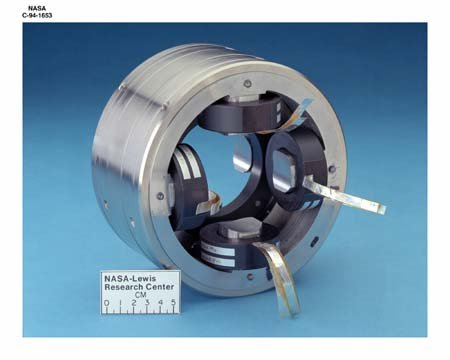
Надпровідникова вальниця
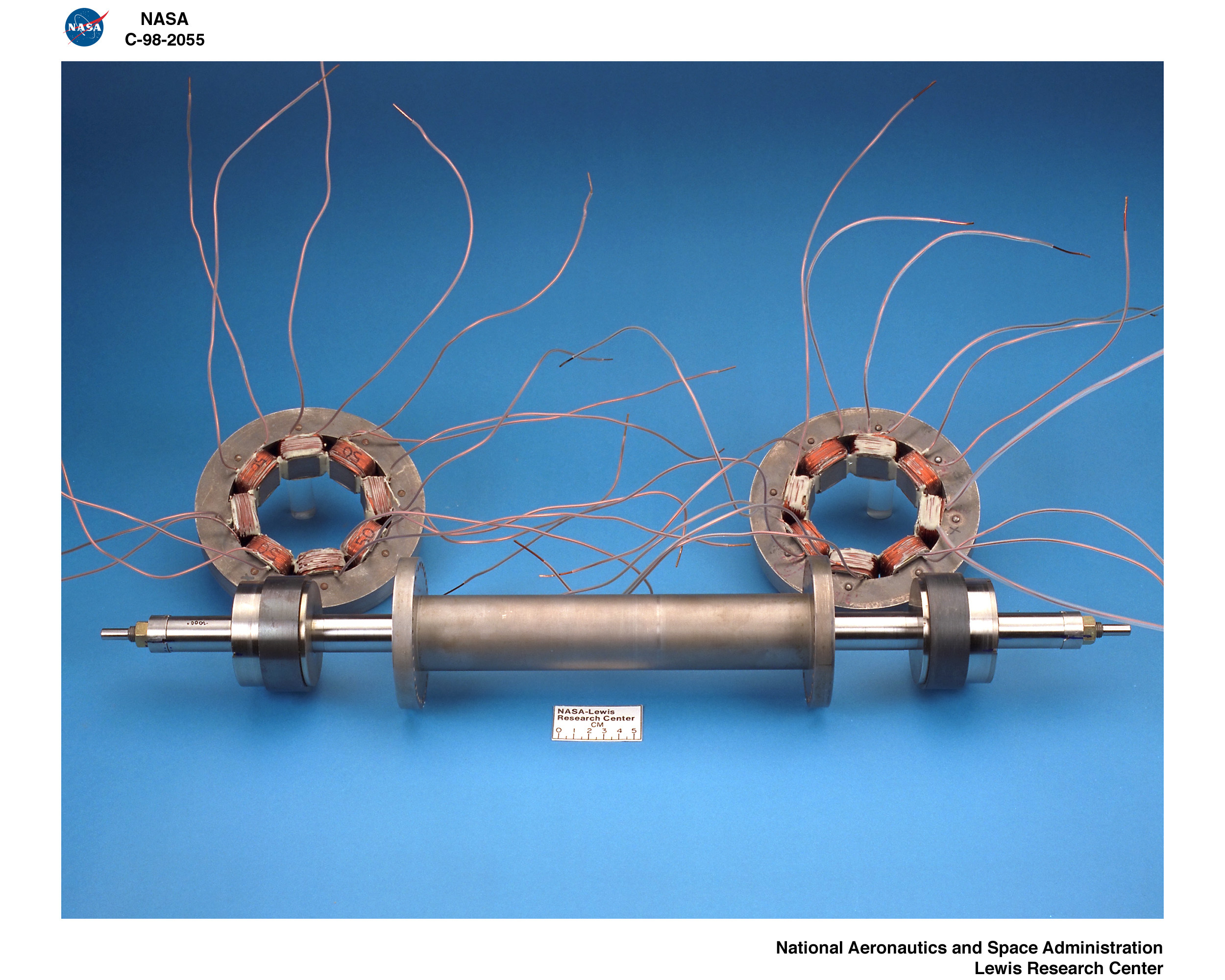
Розібраний вузол вальниці
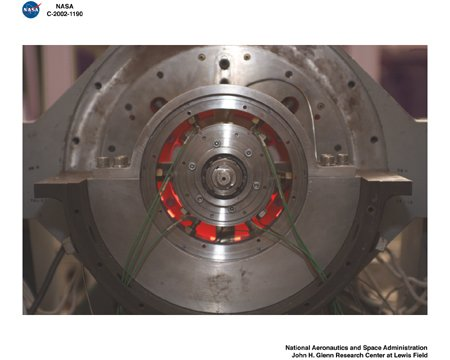
Магнітна вальниця при 1000° за Фаренгейтом